# Isotta Fraschini Delta
Isotta Fraschini Delta — итальянский двенадцатицилиндровый V-образный двигатель воздушного охлаждения, разработанный компанией Isotta Fraschini и выпускавшийся ей в период 1930-х — 1940-х годов.
Всего было произведено около 3300 экземпляров двигателя.

## История
«Delta» - довольно нечастый пример многоцилиндрового рядного двигателя с воздушным охлаждением: у подобных конструкций имеются проблемы с охлаждением задних цилиндров. Ранняя модификация RC 35 развивала около 750 л.с., а последующих версий мощность могла достигать 850-900 л.с. "Дельта" не нашла широкого применения, хотя устанавливалась на нескольких моделях серийно выпускавшихся самолётов и на некоторых прототипах.

## Модификации
Delta R.C.20/55 ID-IS
Delta R.C.21/60
Delta R.C.35
Delta R.C.35 I
Delta R.C.35 IS
Delta R.C.40 IS
Delta R.C.40 ID-IS
Delta R.C.48
Delta III R.C.40
Delta IV R.C.17/50

## Применение
Королевство Италия (1861—1946)
- Ambrosini SAI.107
- Ambrosini SAI.207 (прототип)
- Ambrosini SAI.403 (прототип)
- CANT Z.515
- Caproni Ca.313
- Caproni Ca.314
- Caproni Ca.331
- Reggiane Re.2001 (прототип)
- Savoia-Marchetti SM.86

 Франция
- Caudron C.714 (C.760) (прототип)

 Нацистская Германия
- Henschel Hs 129C (прототип)